# Strahd von Zarovich
O conde Strahd von Zarovich é um personagem fictício originalmente introduzido como o antagonista da aventura Ravenloft, publicada para a primeira edição do jogo de RPG Advanced Dungeons & Dragons. Strahd é um nobre conquistador já de idade avançada que invejando a relação da mulher que ele amava, Tatyana, com seu irmão mais novo, Sergei, se transforma em um vampiro para poder conquistá-la.
Nos anos seguintes, tanto Strahd como seu mundo seriam explorados em outras aventuras, romances e um cenário de campanha chamado Ravenloft. Ele foi nomeado como um dos maiores vilões da história de Dungeons & Dragons pela edição final da revista Dragon. A aparição mais recente do personagem ocorreu na aventura Curse of Strahd, publicada para a quinta edição de D&D em 2016.